# Amerikai Horror Story: Roanoke
Az Amerikai Horror Story című sorozat hatodik évada a Roanoke alcímet viseli. Az FX csatornán mutatták be 2016. szeptember 14-e és 2016. november 16-a között. Az évad a 16. században a mai Észak-Karolina területén rejtélyes körülmények között eltűnt Roanoke-kolónia (más néven "Az elveszett kolónia") történetét dolgozza fel. A csoportot 1587-ben telepítették a szigetre, majd három év múlva egy utánpótlást szállító hajó csak a hűlt helyüket találta. A kis közösség eltűnésének okát a mai napig homály fedi, feltételezések ugyan vannak, de ezeket mostanáig sem sikerült bizonyítani. Az évad középpontjában egy házaspár áll, akik elhagyják a nagyvárost és új villát vásárolnak az észak-karolinai Roanoke-szigeten, ahol aztán számos paranormális tevékenységekkel, furcsa és számukra megmagyarázhatatlan dolgokkal kell szembenézniük.
A korábbi évadokból visszatérő szereplő Evan Peters, Sarah Paulson, Denis O'Hare, Lily Rabe, Kathy Bates, Angela Bassett, Wes Bentley, Frances Conroy, Cheyenne Jackson, Leslie Jordan, Adina Porter és Lady Gaga. Új szereplőként érkezik Cuba Gooding Jr. és André Holland. A Roanoke pozitív visszajelzéseket kapott, számos kritikus a korábbi évadokhoz hasonlítva jóval ijesztőbbnek és rejtélyesebbnek írta le.

## Cselekmény
A My Roanoke Nightmare címen futó, paranormális jelenségekkel foglalkozó dokumentumfilm sorozat során egy házaspár történetét ismerhetjük meg, amelyet profi színészek játszanak újra a képernyőkön. Shelby és Matt Miller a kaliforniai Los Angelesből az észak-karolinai Roanoke-szigetre költöznek egy brutális támadást követően. A támadók több napra kórházba juttatták a férjet, valamint a sokk hatására Shelby elvetélt. A pár miután berendezkedett új otthonába, különös és félelmetes dolgokkal találják szembe magukat.

## Szereplők
| Alakító                 | Magyar hang      | Szerep                  | Leírás | Epizódok | Epizódok |
| ----------------------- | ---------------- | ----------------------- | --- | -------- | -------- |
| Sarah Paulson           | Peller Anna      | Audrey Tindall          | Angol színésznő, Shelby Miller szerepében.                                                                                                   | 10       | 10       |
| Sarah Paulson           | Peller Anna      | Lana Winters            | Visszavonult televíziós sztár, aki egy különleges epizód erejéig visszatér a képernyőre, hogy meginterjúvolja az egyetlen roanoke-i túlélőt. | 1        | 10       |
| Lily Rabe               | Solecki Janka    | Shelby Miller           | A roanoke-i villa új tulajdonosa, akit az ott élő szellemek igyekeztek elűzni.                                                               | 10       | 10       |
| Cuba Gooding Jr.        | Kálid Artúr      | Dominic Banks           | Bajkeverő színész, Matt Miller szerepében.                                                                                                   | 10       | 10       |
| Adina Porter            | Balogh Anna      | Lee Harris              | Gyógyszerproblémás, alkoholista nő, aki gyermekéért folytat küzdelmet.                                                                       | 9        | 9        |
| Angela Bassett          | Bognár Gyöngyvér | Monet Tumusiime         | Alkoholista színésznő, Lee Harris szerepében.                                                                                                | 9        | 9        |
| André Holland           | Welker Gábor     | Matt Miller             | Shelby férje, Lee testvére. | 8        | 8        |
| Kathy Bates             | Molnár Piroska   | Agnes Mary Winstead     | Színésznő, Thomasin White avagy a Mészáros szerepében, aki beleőrült munkájába.                                                              | 8        | 8        |
| Cheyenne Jackson        | Posta Victor     | Sidney Aaron James      | A Roanoke Rémálom determinált szerkesztője és kreatív producere.                                                                             | 7        | 7        |
| Wes Bentley             | Orosz Ákos       | Dylan                   | Színész, Ambrose White és a Malacember szerepében.                                                                                           | 7        | 7        |
| Chaz Bono               | Bácskai János    | Brian Wells             | Színész, Lot Polk szerepében. | 5        | 5        |
| Evan Peters             | Czető Roland     | Rory Monahan            | Audrey újdonsült kedvese - színész, Edward Philippe Mott szerepében.                                                                         | 4        | 4        |
| Denis O'Hare            | Harsányi Gábor   | William van Henderson   | Színész, Elias Cunningham korábbi roanoke-i háztulajdonos szerepében.                                                                        | 4        | 4        |
| Colby French            | Vida Péter       | Azonosítatlan színész   | Egy meg nem nevezett rendőrtiszt alakítója.                                                                                                  | 4        | 4        |
| Charles Malik Whitfield | Zöld Csaba       | Azonosítatlan színész   | Mason Harris, Lee férjének alakítója. | 3        | 3        |
| Leslie Jordan           | Beregi Péter     | Ashley Gilbert          | Színész, Cricket Marlowe médium szerepében.                                                                                                  | 3        | 3        |
| Lady Gaga               | Létay Dóra       | Azonosítatlan színésznő | Scáthach, az első legfőbb alakítója. | 3        | 3        |
| Finn Wittrock           | Szatory Dávid    | Jether Polk             | A Polk család legfiatalabb tagja, aki nem került bele a műsorba.                                                                             | 2        | 2        |
| Frances Conroy          | Egri Márta       | Azonosítatlan színésznő | A kannibál, vérfertőző Polk anyó alakítója.                                                                                                  | 1        | 1        |
| Taissa Farmiga          | Pekár Adrienn    | Sophie Green            | Vlogger, aki ellátogat egy videó kedvéért az elhíresült roanoke-i villához.                                                                  | 1        | 1        |

### Epizódok
| Sor. | Év. | Cím        | Rendező               | Író                         | Premier                               | Nézettség   |
| --- | --- | ---------- | --------------------- | --------------------------- | ------------------------------------- | ----------- |
| 64. | 1.  | Chapter 1  | Bradley Buecker       | Ryan Murphy és Brad Falchuk | 2016. szeptember 14. 2017. június 9.  | 5,14 millió |
| A My Roanoke Nightmare (Roanoke rémálom) című dokumentumfilm sorozat számára ad interjút a Miller házaspár (Matt és Shelby), történetüket profi színészek viszik képernyőre. A pár Los Angelesből Észak-Karolinába költözik, miután egy csapat brutálisan megtámadja őket, a sokk hatására Shelby elveszíti kisbabáját is. Észak-Karolinában egy elhagyatott, több száz éves farmházra bukkannak, amit meg is vásárolnak igen alacsony áron. Miután beköltöznek, különös és erőszakos események kezdik fenyegetni a páros nyugalmát. Mikor Matt üzleti útra indul, megkéri nővérét, Lee-t, hogy költözzön addig a házba és figyeljen Shelbyre. Lee és Shelby nem jönnek ki jól egymással, veszekedésük alatt egy csapat idegen késsel és fáklyákkal kezükben megtámadja a házat. A két nő a pincébe menekül, ott egy videóra bukkannak, amin egy disznófejű ember éppen meggyilkol egy férfit. Miután Matt hazasiet, közli családjával, hogy nem kíván elmenekülni, ezt Shelby azonban nem tudja elfogadni és Matt kocsijával elhajt a sötétben. Shelby az úton elüt egy nőt, majd a sötét erdőben egy rituális gyilkosság szemtanújává válik. |     |            |                       |                             |                                       |             |
| 65. | 2.  | Chapter 2  | Michael Goi           | Tim Minear                  | 2016. szeptember 21. 2017. június 16. | 3,27 millió |
| Shelby elmeséli családjának az erdőben történteket és Matt-tel együtt úgy határoznak, hogy az csak egy megrendezett esemény volt azért, hogy megfélemlítsék őket, így úgy döntenek, hogy nem menekülnek el a házból. Miután találnak egy elégetett totemet a ház közelében lévő erdőben, Matt és Shelby végre elnyeri a helyi rendőrség bizalmát és segítséget kapnak. A nyugtalanító és különös események sorozata azonban továbbra is kísérti a családot, ezúttal Matt-tet, Lee-t és lányát, Florát érinti a dolog. Shelby és Matt a kertben egy föld alatti bunkerra találnak, valamint egy videót is megnéznek. A rajta szereplő férfi a ház egyik korábbi lakója volt, aki azért érkezett oda, hogy kutatást végezzen. Elmeséli, hogy egykor a ház szanatóriumként működött, ahol két lánytestvér számos beteget meggyilkolt. Shelby és Matt rájönnek, hogy ha akarnának se tudnának elmenekülni, hiszen az összes pénzüket a házra költötték. Eközben Lee megszegi az exférjével való egyezségét és lányukat, Florát engedély nélkül a házba viszi, hogy több időt tölthessen vele. Flora egy "Priscilla" nevű szellemmel ismerkedik meg, aki elmondja a lánynak, hogy a házban mindenki meg fog halni. Florának nyoma veszik, s mikor a felnőttek keresésére indulnak az erdőbe, megtalálják a lány pulóverét egy fa tetején. |     |            |                       |                             |                                       |             |
| 66. | 3.  | Chapter 3  | Jennifer Lynch        | James Wong                  | 2016. szeptember 28.                  | 3,08 millió |
| Miközben tart a Flora utáni nyomozás, Lee exférjét holtan találják. Shelby arra gyanakszik, hogy Lee a tettes, mivel a biztonsági kamerák azt mutatják, hogy a nő éjjel több órára elhagyta a házat. Ezalatt a környéken élő parasztcsaládnak nyoma veszik, de Matt-ék két állatként élő fiúra bukkannak a házban. Megérkezik a helyszínre Cricket, a médium, aki azt állítja, hogy ő megtalálhatja Florát, ha fizetnek neki 25 ezer dollárt. Az interjú során Lee nem szívesen, de elmeséli évekkel ezelőtti eltűnését első kislányának. Cricket kideríti, hogy Priscilla egy, a 16. században meghalt kislány és, hogy a területet a "Mészáros" (Tomasyn White) által vezetett lelkek kísértik. A Mészáros a Roanoke-kolónia vezetője volt a 16. században. Férje távollétében a gyarmatosítók azonban fellázadtak ellene és hagyták meghalni az asszonyt, míg ők nyugatabbra vonultak. Végső kétségbeesésében Tomasyn eladta lelkét egy titokzatos nőnek, visszatért a kolóniához és erőszakosan visszaszerezte vezető szerepét. Otthonuk az a terület, ami jogilag jelenleg Matt és Shelby tulajdona. Miközben szembekerültek egymással a lelkek és az emberek, Matt hirtelen eltűnik. Shelby a titokzatos nővel találja meg az erdőben, miközben épp közösülnek. Matt semmire sem emlékszik a történtekből. A vita közepette rendőrök érkeznek a házhoz, hogy letartóztassák a Shelby által feladott Lee-t. |     |            |                       |                             |                                       |             |
| 67. | 4.  | Chapter 4  | Marita Grabiak        | John J. Gray                | 2016. október 5.                      | 2,83 millió |
| Matt és a rejtélyes nő légyottját követően, Shelby úgy gondolja, hogy Matt és Lee összeesküdnek ellene. Ugyanazon az éjjelen a disznófejű ember megtámadja Shelbyt, akit Dr. Cunningham ment meg. Dr. Cunningham elmeséli a ház paranormális tevékenységeinek történetét. Elárulja, hogy az összes ember eltűnése Thomasyn White nevéhez fűződik, valamint, hogy ezen események csakis októberben ugyanazon a hatnapos holdciklus alatt történnek. Dr. Cunningham elvezeti Milleréket Florához, de Thomasyn emberei végeznek a férfival. Millerék, ahogy haza menekülnek, összetalálkoznak Crickettel. Cricket bemerészkedik az erdőbe, ahol összetalálkozik a rejtélyes nővel, akiről kiderül, hogy ő a Roanoke-kolónia igazi vezetője. Megmutatja Cricketnek, hogy valójában mi is történt az elveszett kolóniával. Matt és a boszorkány újra találkoznak egymással, a férfi megtud néhány részletet a nő múltjáról. Együttlétüket Shelby sikolya szakítja meg. Thomasyn emberei Florával együtt körbevették a házat, de Priscilla segít Flora kiszabadításában. Millerék bemenekülnek a házba, majd az ablakból nézik végig Cricket brutális kivégzését. |     |            |                       |                             |                                       |             |
| 68. | 5.  | Chapter 5  | Nelson Cragg          | Akela Cooper                | 2016. október 12.                     | 2,82 millió |
| Doris Kearns Goodwin a ház egyik tulajdonosának, Edward Philippe Mottnak a múltjáról beszél egy interjúban. Elárulja, hogy Mott arra használta a házat, hogy műkincseket és festményeket raktározzon benne, valamint, hogy titkos homoszexuális kapcsolatot folytasson csapatának egyik tagjával. A Vérhold ideje alatt Tomasyn emberei feláldozták Mottot. A jelenben Tomasyn emberei körbeveszik a házat és készen állnak a Miller család meggyilkolására. A kolónia megtámadja a házat, s mikor már minden reménytelennek tűnik megjelenik Edward Philippe Mott, aki biztonságos helyre vezeti a családot. Miután magukra hagyja őket, megjelenik a Polk család és elrabolja Milleréket. Ezalatt Lee-t bizonyíték hiányában szabadon engedik. Millerék próbálnak kiszabadulni, ám ennek következtében a Polk anyuka eltöri Shelby lábát. Polkék visszaviszik Milleréket a házhoz, Tomasyn és emberei elé. Épp mikor Tomasyn feláldozná a családot, Ambrose megállítja édesanyját és a tűzbe löki őt a gyarmatosítók bűneinek megbánásáért. Lee az utolsó pillanatban érkezik meg autójával a házhoz, ahonnan családjával együtt menekül el. |     |            |                       |                             |                                       |             |
| 69. | 6.  | Chapter 6  | Angela Bassett        | Ned Martel                  | 2016. október 19.                     | 2,48 millió |
| A Roanoke rémálom hatalmas népszerűségnek örvendett, mikor adásba került, több mint 23 millió néző követte az eseményeket. A nagy sikerből kiindulva, Sidney, a műsor készítője a sorozat második évadát tervezi elkészíteni Return to Roanoke: Three Days in Hell (Visszatérés Roanokeba: három nap a pokolban) címmel. Most azonban a valós személyek, illetve az őket megformáló színészek együtt költöznek vissza a Roanoke-i házba, méghozzá három napig a Vérhold ideje alatt. Sidney elárulja, hogy az új évad célja nem más mint, hogy Lee bevallja, hogy ő gyilkolta meg exférjét, Masont. Az igazi Shelby Miller nem szívesen fogadja el a műsorra való felkérést, de mivel a nő félrelépése miatt szétváltak Matt-tel, nem halaszthatja el az alkalmat, hogy megpróbálják megbeszélni a dolgokat. Az új évad keretein belül a profi színészek kilétére is fény derül. Amint a csapat elkezdi előkészíteni a házat a forgatási munkálatokra, különös események történnek. Az évad elstartolásával a színészek is belekóstolhatnak a Roanoke nyújtotta igazi horrorba. Kiderül az is, hogy az új évad felvételének folyamán egy szereplő kivételével mindenki meghal a házban, valamint hogy a sorozatot soha nem tűzték képernyőre. Az első áldozat Rory, aki Edward Philippe Mott karakterét alakította. Őt a két nővér gyilkolta meg. |     |            |                       |                             |                                       |             |
| 70. | 7.  | Chapter 7  | Elodie Keene          | Crystal Liu                 | 2016. október 26.                     | 2,62 millió |
| Agnes teljesen rabjává válik a Mészáros szerepének, így megöli Sidneyt és a stáb többi tagját is. A házban tovább nő a feszültség; Matt, Shelby és Dominic továbbra is Shelby hűtlenségén veszekednek, Monet pedig az alkoholizmus problémájával küzd. A vitát Agnes szakítja félbe, aki megtámadja és megsebesíti Shelbyt. Lee, Audrey és Monet az erdőbe menekül, hogy segítséget kérjenek. Az úton számos természetfölötti esemény tanúi lesznek. Végül a három nő a Polk család fogságába esik, akik levágják Lee egyik lábát és megetetik azt Audreyval és Monettel. Ezalatt Dominic és Shelby rátalál Mattre a ház pincéjében, amint épp a boszorkánnyal közösül. A férfi közli Shelbyvel, hogy azért tért vissza a házba, mert szerelmes Scathachba, erre Shelby hirtelen felindulásból végez volt férjével. Ezután Agnes tüzet rak a ház előtt, amikor is csapatával együtt megérkezik az igazi Thomasyn White, aki kegyetlenül kivégzi Agnest Shelby és Dominic szeme láttára. |     |            |                       |                             |                                       |             |
| 71. | 8.  | Chapter 8  | Gwyneth Horder-Payton | Todd Kubrak                 | 2016. november 2.                     | 2,20 millió |
| Agnes halálának láttán Dominic és Shelby kieszelnek egy tervet, hogy elmeneküljenek a Roanoke-házból. Úgy határoznak, hogy a ház alatti titkos alagúton keresztül szöknek meg, ám tervük meghiúsul, mikor a Chen család rájuk támad. A páros visszamenekül a házba, ahol Thomasyn emberei, köztük a disznófejű ember várja őket, hogy fejüket vegyék. Shelby és Dominic sikeresen bezárkóznak az emeleti fürdőszobába, a nő azonban reménytelennek látja a helyzetet és öngyilkosságot követ el, ehhez Matt meggyilkolása is nagyban hozzájárult. Ezalatt Monet, Lee és Audrey továbbra is a Polk család fogságában van, akik folyamatosan kínozzák őket. A nőknek végül sikerül elmenekülniük, de csak Audrey és Lee jutnak vissza a Roanoke-i házba, Monet az erdőben próbál menedéket találni a Polkok elől. A házban a két nő rátalál Matt holttestére. Végezetül a fürdőszobában Shelby testét is megtalálják Dominic-kal együtt. Audrey és Lee a férfit okolja Matt és Shelby haláláért, így kizavarják őt a szobából. Ekkor megjelenik a disznófejű ember és végez Dominic-kal. Másnap reggel a két nő legnagyobb megdöbbenésére feltűnik Dylan, aki Ambrose White karakterét alakította a My Roanoke Nightmare című sorozatban. |     |            |                       |                             |                                       |             |
| 72. | 9.  | Chapter 9  | Alexis Korycinski     | Tim Minear                  | 2016. november 9.                     | 2,43 millió |
| Sophie, Milo és Todd, a My Roanoke Nightmare három fanatikus nézői az erdőben túráznak és a Roanoke-i házat keresik. A csapat megáll annál a fánál, ahol a sorozatban megtalálták Flora ruháját, ekkor azonban egy segítségért könyörgő, vérben úszó nő tűnik fel. A három fiatal rögtön követni kezdi, hogy segítsenek neki, ám csak a nő holttestére bukkannak egy felborult autóban. A fiatalok elmennek a rendőrségre és jelentést tesznek az ügyről, később a rendőrség azonban közli velük, hogy nem találtak semmilyen holttestet a helyszínen, így a nyomozó arra utasítja a fiatalokat, hogy fejezzék be a hazudozást. Ezalatt Audrey, Lee és Dylan visszamennek a Polk farmra, hogy visszaszerezzék a Lee vallomását tartalmazó videókazettát, valamint Monet-tet is kiszabadítják. Ishmael meggyilkolja Dylant a ház udvarán. Ekkor megjelenik a Roanoke kolónia, a három nőnek azonban sikerül elmenekülniük, de Lee elszakad két társától. Sophie, Milo és Todd éjjel visszatérnek az erdőbe, hogy kiderítsék az igazat, egyiküket a Scathach által megbabonázott Lee gyilkolja meg. A másik kettőt a Mészáros és emberei végzik ki a Roanoke-i ház előtt. Lee továbbá Monet-tet is megöli, valamint Audrey-val is végezni próbál. Másnap reggel kiérkezik a házhoz a rendőrség, rátalálnak Lee-re, valamint Audreyt is életben találják. A súlyos sebeket szerző nő, mikor meglátja Lee-t, előkap egy fegyvert és bosszúból végezni akar vele, de a rendőrök végül agyonlövik Audreyt, még mielőtt azt megtehette volna. |     |            |                       |                             |                                       |             |
| 73. | 10. | Chapter 10 | Bradley Buecker       | Ryan Murphy és Brad Falchuk | 2016. november 16.                    | 2,45 millió |
| Lee gyilkosságait követően három televíziós műsor is (Crack'd, The Lana Winters Special és Spirit Chasers) azzal foglalkozik, hogy vajon mi vezette a nőt az ilyenfajta brutalitáshoz. A Crack'd című műsor Lee tárgyalását mutatja be egészen Lee felmentéséig. A The Lana Winters Special során a neves Lana Winters vonja kérdőre Lee-t Flora eltűnésével kapcsolatban, a nő úgy gondolja ismét Lee keze van a dologban. Az interjút Lot Polk szakítja félbe, aki Lee-t akarja meggyilkolni, de a fegyveresek végül végeznek a Polk fiúval. A Spirit Chasers című műsorban egy csapat paranormális tevékenységeket vizsgáló szakértő (köztük Ashley Gilbert is, aki Cricket megformálója volt a népszerű sorozatban) a Roanoke-i házba vonulnak a Vérhold alatt, hogy filmre vegyék a ház szellemeit. Feltűnik a házban Lee, aki Flora után kutat. A Spirit Chasers teljes stábját és Ashley-t is meggyilkolják a szellemek. Lee rátalál Florára és a ház emeletén beszélgetni kezdenek. Flora édesanyja úgy dönt, hogy feláldozza magát, így lánya teljes életet élhet messze Roanoke-tól, miközben a lány barátja, Priscilla is biztonságban van Lee mellett. Flora elhagyja a házat, és egy rendőrautóból nézi, ahogy édesanyja és Priscilla kézen fogva besétálnak az erdőbe. A dombtetőn feltűnik a Mészáros, aki azt nézi, ahogy a kolónia körbeveszi a rendőröktől nyüzsgő Roanokei-házat. |     |            |                       |                             |                                       |             |